# J.D. Schwalm
J.D. Schwalm é um especialista em efeitos especiais americano. Como reconhecimento,venceu o Óscar 2019 na categoria de Melhores Efeitos Visuais por First Man (2018).